# Депо (остановочный пункт, Нижний Тагил)
Депо́  — остановочный пункт Свердловской железной дороги в Тагилстроевском районе города Нижнего Тагила Свердловской области. Находится в границах станции Смычка.
Состоит из двух низких пассажирских платформ, расположенных по разные стороны парка «А» станции Смычка. Платформа нечётного направления (в направлении станции Гороблагодатская) расположена возле локомотивного депо ТЧ-1, платформа чётного направления (в направлении Нижнего Тагила) расположена неподалёку от вагонного эксплуатационного депо ВЧДЭ-11 и сортировочной горки станции Смычка. Обе платформы имеют пассажирские павильоны. Билетные кассы отсутствуют. На платформе чётного направления имеется пешеходный мост, проходящий над сортировочной горкой к Нижнетагильской дистанции пути (ПЧ-17) и улице К. Пылаева.
На платформе нечётного направления останавливаются электропоезда из Нижнего Тагила в направлении станции Гороблагодатская (на Чусовскую, Качканар, Нижнюю Туру, Верхотурье, Серов). На платформе чётного направления — электропоезда на Нижний Тагил со стороны Гороблагодатской, а также электропоезда, следующие со стороны Алапаевска.